# Camille Prigent
Camille Prigent (Rennes, 18 de diciembre de 1997) es una deportista francesa que compite en piragüismo en la modalidad de eslalon.
Ganó dos medallas en el Campeonato Mundial de Piragüismo en Eslalon, en los años 2018 y 2023, y diez medallas en el Campeonato Europeo de Piragüismo en Eslalon entre los años 2017 y 2025.
En los Juegos Europeos de Cracovia 2023 consiguió una medalla de oro en la prueba de K1 por equipos. Participó en los Juegos Olímpicos de París 2024, ocupando el sexto lugar en la prueba de K1 individual.

## Palmarés internacional
| Campeonato Mundial | Campeonato Mundial             | Campeonato Mundial | Campeonato Mundial  |
| Año                | Lugar                          | Medalla            | Competición         |
| ------------------ | ------------------------------ | ------------------ | ------------------- |
| 2018               | Río de Janeiro (Brasil)        | Medalla de oro     | K1 por equipos      |
| 2023               | Londres (Reino Unido)          | Medalla de plata   | K1 cross            |
| Juegos Europeos    |                                |                    |                     |
| Año                | Lugar                          | Medalla            | Competición         |
| 2023               | Cracovia (Polonia)             | Medalla de oro     | K1 por equipos      |
| Campeonato Europeo |                                |                    |                     |
| Año                | Lugar                          | Medalla            | Competición         |
| 2017               | Tacen (Eslovenia)              | Medalla de bronce  | K1 por equipos      |
| 2019               | Pau (Francia)                  | Medalla de oro     | K1 por equipos      |
| 2020               | Praga (República Checa)        | Medalla de plata   | K1 individual       |
| 2020               | Praga (República Checa)        | Medalla de plata   | K1 por equipos      |
| 2022               | Liptovský Mikuláš (Eslovaquia) | Medalla de oro     | K1 por equipos      |
| 2024               | Tacen (Eslovenia)              | Medalla de plata   | K1 cross            |
| 2024               | Tacen (Eslovenia)              | Medalla de plata   | K1 por equipos      |
| 2024               | Tacen (Eslovenia)              | Medalla de bronce  | K1 cross individual |
| 2025               | Vaires-sur-Marne (Francia)     | Medalla de oro     | K1 cross            |
| 2025               | Vaires-sur-Marne (Francia)     | Medalla de oro     | K1 cross individual |